# Уссурийская улица (Москва)
Уссури́йская у́лица — улица, расположенная в Восточном административном округе города Москвы на территории района Гольяново.

## История
Улица получила название 6 марта 1970 года по реке Уссури, притоку реки Амур, в связи с расположением на востоке Москвы.

## Расположение
Уссурийская улица, являясь продолжением Уральской улицы, проходит от Камчатской улицы на восток до Хабаровской улицы, с севера к ней примыкает Сахалинская улица. Нумерация домов начинается от Камчатской улицы.

## Примечательные здания и сооружения
По нечётной стороне:
По чётной стороне:
12, 14 Школа номер 368 «Лосиный остров» с углубленным изучением английского языка и музыки

## Транспорт
- По улице проходят автобусные маршруты 223, 557, н3.
- Станция метро «Щёлковская» Арбатско-Покровской линии — юго-западнее улицы, на пересечении Щёлковского шоссе с Уральской и 9-й Парковой улицами.
- В конце улицы расположена одноимённая конечная станция автобусных маршрутов т32, м60, м60к, 257, 557, н3.

- Примерно в 2027 году появится станция метро «Гольяново».